# Wedeby IBK
Wedeby IBK är en innebandyklubb som bildades 1997 i Karlskrona. Har idag över 200 aktiva och ledare och håller till i de flesta hallar i Karlskrona men hemmaarenan är Vedebyhallen. A-laget hör nu hemma i division 3 efter en kort visit i division 2. Sen finns även ett division 5-lag på herrsidan och ett damlag som ligger i dam 3:an. Finns även ett herrjuniorlag som säsongen 2007/08 kom näst sist i Juniorallsvenskan.